# Germarostes ecuadoriensis
Germarostes ecuadoriensis är en skalbaggsart som beskrevs av Rudolph Petrovitz 1976. Germarostes ecuadoriensis ingår i släktet Germarostes och familjen Hybosoridae. Inga underarter finns listade i Catalogue of Life.